# Vlahovići (gmina Novo Goražde)
Vlahovići (cyr. Влаховићи) – wieś w Bośni i Hercegowinie, w Republice Serbskiej, w gminie Novo Goražde. W 2013 roku liczyła 31 mieszkańców.